# Dr. Seuss
Theodor Seuss Geisel (n. 2 martie 1904, Springfield, Massachusetts, SUA – d. 24 septembrie 1991, La Jolla, California, SUA), cunoscut ca Dr. Seuss, a fost un scriitor american cunoscut pentru cărțile sale pentru copii. S-a născut în orașul Springfield din Massachusetts și a murit la San Diego, California. Printre cele mai cunoscute opere ale sale se pot menționa Pisica în pălărie și Cum a furat Grinch Crăciunul.
Dr. Seuss era de părere că cei mici trebuie să aibă contact cu cărțile de la o vârstă foarte fragedă. Una dintre cele mai populare cărți ale colecției semnate de scriitorul american, Oh, the Places You’ll Go, a fost concepută pentru a fi citită de viitoarele mămici în timpul sarcinii. Această carte este astăzi unul dintre cele mai răspândite cadouri oferite proaspeților absolvenți de liceu sau facultate, în Statele Unite.

## Vezi și
- Grinch